# Хамад Аль-Мунташарі
Хамад Аль-Мунташарі (араб. حمد المنتشري, нар. 22 червня 1982, Джидда) — саудівський футболіст, захисник клубу «Аль-Іттіхад».
Виступав, зокрема, за клуб «Аль-Іттіхад», а також національну збірну Саудівської Аравії.

## Клубна кар'єра
Народився 22 червня 1982 року в місті Джидда. Вихованець футбольної школи клубу «Аль-Іттіхад». Дорослу футбольну кар'єру розпочав 2000 року в основній команді того ж клубу, кольори якої захищає й донині.

## Виступи за збірну
У 2002 році дебютував в офіційних матчах у складі національної збірної Саудівської Аравії. Наразі провів у формі головної команди країни 56 матчів, забивши 8 голів.
У складі збірної був учасником кубка Азії з футболу 2004 року у Китаї, чемпіонату світу 2006 року у Німеччині, кубка Азії з футболу 2011 року у Катарі.

## Титули і досягнення
- Переможець Кубка арабських націй: 2002
- Переможець Кубка націй Перської затоки: 2003
- Переможець Ісламських ігор солідарності: 2005